# Mezquita de Al-Sarai
La mezquita de Al-Sarai (en árabe: جامع السراي), también conocida como mezquita de Hasan Pasha o mezquita de Al-Nasr li-Din Allah, es una histórica mezquita islámica suní situada en Bagdad, Irak, en el sur de Al-Rusafa. La mezquita fue establecida por primera vez por el 34.º califa abasí An-Násir en 1293.

## Descripción

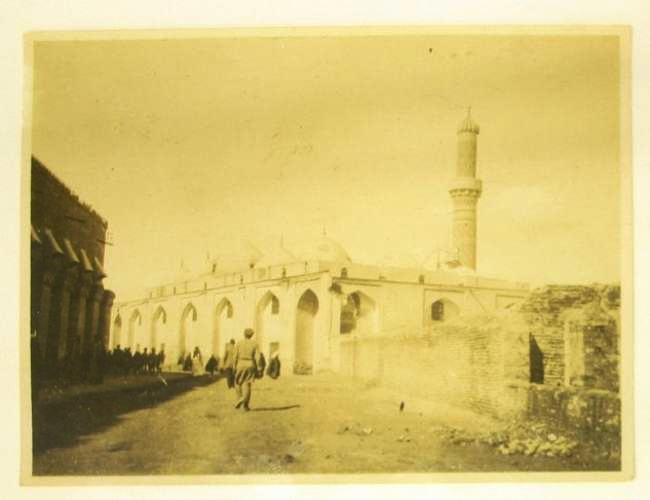
Mezquita dwe Al-Sarai, en 1917.

La mezquita está situada frente a Dar Diwani al-Hakumia, un edificio administrativo de la época otomana, también conocido como parte del Qushla. Hasan Pachá, el visir de Bagdad en la época otomana, supervisó el proyecto de ampliación durante su mandato y añadió varias instalaciones y elementos nuevos. Durante esta época, se construyeron diez cúpulas más, cuatro pilares centrales en los que no había decoraciones ni inscripciones, y un alminar con azulejos Kashani o Qashani. Dentro del patio, hay una musholla (espacio de oración) para el verano, y en el lado izquierdo hay otra para el invierno. Dentro de la mezquita también hay una madrasa. La mezquita tiene cinco puertas de acceso, todas conducen al espacio para las oraciones congrecionales, como la del  yumu'ah y las de Eid al-Fitr y Eid al-Adha.